# Café des sciences
Le Café des sciences est une communauté qui fédère des acteurs de la vulgarisation scientifique sur le web, pour augmenter leur visibilité via le portail cafe-sciences.org mais aussi pour conduire des actions collectives de vulgarisation. À ce titre, elle organise ou participe à des festivals de science, a publié un livre collectif et anime des sites web et chaîne vidéo de vulgarisation destinés à des publics particuliers, comme le site Kidi'science de vulgarisation pour le jeune public.
Le site web du Café des sciences, cafe-sciences.org, agrège le contenu produit par l'ensemble de ses membres. Il est régulièrement cité comme une référence de la vulgarisation scientifique amateur sur le web,,,.

## Historique

Premier logo du Café des sciences

Dans la foulée des premiers blogs de science apparus en France en 2003, une communauté se forme à partir de la fin 2006 autour d'un agrégateur commun, alors appelé C@fé des sciences. 
Devenu une association en mars 2008, le Café des sciences s'agrandit : il publiera son 2 000e billet le 4 août 2009, et plus de 7 000 billets à la date du 1er août 2014. Les blogs de science s'imposent alors comme un canal important de communication scientifique,,,,, et l'exposition médiatique du Café des sciences permet d'accroitre leur notoriété auprès du grand public (voir la revue de presse ci-dessous).
En mai 2014, avec le portail thématique VidéoSciences, le Café des sciences s'ouvre aux vidéastes web de vulgarisation scientifique.

## Actions emblématiques
En novembre 2010, le Café des sciences a co-fondé le collectif Le Grand Mix, organisateur de plusieurs événements visant à rapprocher la culture scientifique et la culture numérique, notamment des rencontres mensuelles : les Apéros sciences & web.
En octobre 2011, le projet collectif Votons pour la science porté par le Café des sciences a questionné les candidats à l’élection présidentielle française de 2012 (tous sauf deux) pour comprendre comment chacun appréhende les questions scientifiques et se positionne sur quelques thématiques choisies (énergie, éducation scientifique, innovation...).
Lancé en janvier 2012, le site web Strip Science rassemblait des blogueurs du Café des sciences, des blogueurs BD et des illustrateurs et auteurs de bande dessinée intéressés par les sciences.
Lancé en février 2013, le site web Kidi’science est né de l'envie « de s’adresser spécifiquement aux enfants et de concevoir des contenus appropriés au jeune public, si possible en réponse à des questions posées par les lecteurs eux-mêmes. Ce blog fait la part belle aux explications et illustrations pédagogiques, et propose régulièrement des expériences à reproduire chez soi ». 
En janvier 2017, le Festival VidéoSciences a réuni, au Carrefour numérique de la Cité des sciences et de l’industrie, vidéastes web et grand public, sur la thématique de l'envers du décor de la création audiovisuelle sur le web.
En mai 2023, le Café des sciences a co-organisé le Festival Double•Science, désigné comme le festival de la vulgarisation et mettant l’accent sur les liens entre arts et sciences, aux côtés de L’Exploratoire et de la Société Française de Physique. Lors des éditions suivantes, en 2024 et 2025, le Café des sciences ne conserve que le rôle de partenaire éditorial, se retirant de la co-organisation, assurée depuis par L’Exploratoire seul.[réf. souhaitée]

## Membres
Le Café des sciences admet régulièrement de nouveaux membres après évaluation des candidatures par les membres adhérents. En décembre 2018, le Café des sciences regroupait près de 200 membres, dont environ une moitié de vidéastes web,. On peut citer, parmi les plus connus :
- David Louapre, du blog et de la chaîne Science étonnante ;
- Lê Nguyên Hoang, de la chaîne Science4All ;
- Viviane Lalande, de la chaîne Scilabus ;
- François Morel, de la chaîne Primum Non Nocere ;
- Clothilde Chamussy, de la chaîne Passé Sauvage.

Nathan Uyttendaele, des chaînes La statistique expliquée à mon chat et Chat sceptique, ainsi que Germain O’Livry, de la chaîne Dr Nozman, ont été membres du Café des sciences.

## Distinctions
Plusieurs membres du Café des sciences ont été distingués pour leurs activités de vulgarisation sur internet, tels que :
- chaîne « Scilabus » : lauréate du Prix Jean-Perrin 2021 de la Société française de physique
- blog et chaîne « Science étonnante » : lauréat du Prix Paul Doistau-Émile Blutet de l'information scientifique 2021[20] de l’Académie des sciences, et du Prix Jean-Perrin 2016 de la Société française de physique
- chaîne vidéo « Merci la physique » : lauréate de la Médaille de la médiation scientifique du CNRS 2021, et du Prix Jean-Perrin 2008 de la Société française de physique
- Nathan Uyttendaele de la chaîne vidéo « La statistique expliquée à mon chat » : lauréat du prix Wernaers 2017[21], et du prix Diderot 2017 de l'AMCSTI[22]
- blog « Passeur de sciences » : lauréat des Golden Blog Awards 2015 toutes catégories[23]
- blog « The Globserver » : lauréat des Golden Blog Awards 2014 dans la catégorie « Science/Recherche »[24]
- blog « La science infuse » : lauréat des Golden Blog Awards 2013 dans la catégorie « Science/Recherche »[25]
- blog « Homo Fabulus » : coup de cœur du jury de l’anthologie 2013 des blogues de science francophones[26]
- blog et podcast « Podcast Science » : lauréat des Golden Blog Awards 2012 dans la catégorie « Science/Recherche »[27]

## Présidents
- 2008-2013 : Antoine Blanchard
- 2014-2015 : Alan Vonlanthen
- 2016-2019 : Stéphane Debove
- depuis 2020 : Dounia Saez[28]

## Sources

### Presse écrite
- “La vie sous-marine décryptée grâce au youtubeur Melvak“, Ouest France (août 2018)
- Cécile Berthaud, “Ils sont “hype”, les nouveaux vulgarisateurs“, L’Echo (mars 2017)
- “Pharmacien, il décrypte les médocs pour vous sur YouTube“, La Voix du Nord (2 janvier 2017)
- "Les youtubeurs scientifiques, nouvelles stars du Web", Le Monde (14 mars 2016)
- "Sur YouTube, la science se déchaîne", Le Parisien Magazine (5 février 2016)
- David Larousserie, “Comment le web révolutionne la recherche“, Sciences et avenir (février 2009)

### Télévision
- “Journal télévisé 19/20” (6’13) sur France 3 Alsace (24 avril 2016)
- “Science ! On blogue“, émission Parlons blogs sur Public Sénat (juin 2008)

### Radio
- “Pseudo-sciences : les raisons du succès“, émission La méthode scientifique sur France culture (7 septembre 2017)
- “Sciences et recherche dans les programmes des candidats à la Présidentielle”, émission La tête au carré sur France inter (mars 2017)
- “Fête de la science : Comment rapprocher la science et les citoyens ?“, émission “La Méthode scientifique” sur France culture (13 octobre 2016)
- “Complotisme : le contre-feu des YouTubeurs scientifiques“, émission Les légendes du web sur France inter (8 avril 2016)
- Chronique hebdomadaire de Pierre Kerner dans La tête au carré sur France inter (tous les lundis de la saison 2012-2013)
- “Les blogs de science“, émission La tête au carré sur France inter (12 janvier 2011)
- “Entretien avec Tom Roud, blogueur“, émission La tête au carré sur France inter (novembre 2009)
- “Science en partage“, émission Recherche en cours sur Aligre FM (novembre 2008)
- Chronique mensuelle d’Antoine Blanchard dans Impatience sur la Radio suisse romande RSR (saison 2008-2009)
- “Détour par la blogosphère avec des blogueurs scientifiques“, chronique Reporter sur France inter (juin 2008)